# 黄坑乡
黄坑乡，是中华人民共和国江西省吉安市遂川县下辖的一个乡镇级行政单位。

## 行政区划
黄坑乡下辖以下地区：
莲花社区、黄溪村、龙口村、黄嵊村、古洲村、三坑村、昆岗村、周园村、黄果村、水口村、太坪村、圆潭村、金河村、大沙村和金田村。